# 蕭瑞臣
蕭 瑞臣（しょう ずいしん、生年不詳 - 1949年）は中華民国の政治家。日本軍が河南省を占領した後に、河南省自治政府主席や中華民国臨時政府河南省政府公署省長署理を務めた。しかし、出自や前歴などについては不明点が多い人物である。

## 事績

### 出自・前歴について
蕭瑞臣の出自・前歴について史料は極めて乏しいが、本記事は甄石「偽彰徳県長蕭瑞臣軼事」と邢漢三「第三任日偽河南省長田文炳」に依拠して記述する。
蕭瑞臣は、河南省安陽県の人から「南方人」と呼ばれていたが、出身地の詳細は不明である。元々は呉佩孚の副官や岳維峻配下の営長をつとめたとされ、邢漢三は蕭を「兵痞」（兵隊ゴロ）と侮蔑している。
当初、蕭瑞臣は湯陰県に駐留していたが、後に安陽へ移ってきたという。安陽滞在の頃、安陽の人々から「蕭営長」と呼び慣わされるようになった。しかし、蕭の生活は次第に困窮・退廃していき、日常的にアヘンを吸引してはアヘン仲間とつるむようになったという。その一方で、北平や天津で商売を営んでいたともされる。

### 彰徳県長就任
1935年（民国24年）12月に殷汝耕が冀東防共自治政府を樹立するが、その以前から蕭瑞臣は殷と交友を持っており、冀東防共自治政府において参議に任命された。この頃に、自治政府の日本人顧問T・Kともコネクションを持つようになっている。
1937年（民国26年）11月初めに日本軍が安陽を占領した際に、T・Kは安陽で傀儡政権樹立工作を開始している。一方の蕭瑞臣は安陽県で新民会を組織し、その領袖となった。更に安陽県を改称した彰徳県の県長に就任している。
T・Kは、東北（東三省）出身の中国人側近である胡光と協力して、自治政府各機関（庁・処）の長となる人材を現地から登用していた。ある程度陣容が固まったところで、Kは胡を政府主席に起用しようと当初考えていたが、Kの見るところ胡は余りにも若く地元出身ではないため、主席に起用するには衆望に難があったという。そのためKは、冀東防共自治政府で知遇を得ていた蕭の起用を決めたとされる。なお邢漢三によれば、蕭の素性につき、河南省社会を含む外部に向けて一定の偽装がなされたという。

### 河南省の長としての活動
1937年11月27日、彰徳を省会（省都）として日本軍の傀儡地方政権である河南省自治政府が成立すると、蕭瑞臣は同政府主席に抜擢された。その際、蕭は「呉佩孚配下の元・師長」、「河南省の名望家」などと日本側から喧伝されたが、それら経歴を裏付ける資料は見当たらない。蕭に省政の実権は無く、T・Kらの日本特務機関や胡光らの傀儡的存在でしかなかった。
1938年（民国27年）4月20日、河南省自治政府が中華民国臨時政府に吸収されて河南省政府公署に改められると、蕭は同省省長署理となった。同年6月には中華民国新民会河南指導部長を、同年10月15日には8人の委員で構成される河南黄河水災工振委員会委員長を、それぞれ兼務している。
翌1939年（民国28年）6月10日、蕭瑞臣は最後まで正式な任命を受けられないまま、河南省長署理を辞職し、豫北道尹の陳静斎が在任のまま省長代理となった。蕭はこの後、臨時政府や華北政務委員会（汪兆銘政権）で何らかの官職に就任することは無かったと見られる。
後に北京（北平）へ転居したとされるが、日中戦争の末期になると蕭瑞臣の動向は不詳となっていた。しかし1949年、中国共産党が北平に入城した頃になると、蕭は精神失調により生活が非常に困窮している状況に陥っており、それからまもなく病没したとされる。

### 後世における人物評価
邢漢三による蕭瑞臣の人物評価は上述のとおり極めて低く、「不学無術」（学問も技術も無い）で省長としての仕事もろくにできず、日本特務機関や胡光らも蕭には何ら仕事を任せようとしなかったという。ただの「木偶」「傀儡」でしかなかった、とも邢は酷評しているが、その一方で漢奸としての罪状は「糧食を無駄に消耗した」程度のこと（すなわち、そこまで重くない）とも述べている。